# Landgericht Homberg an der Ohm

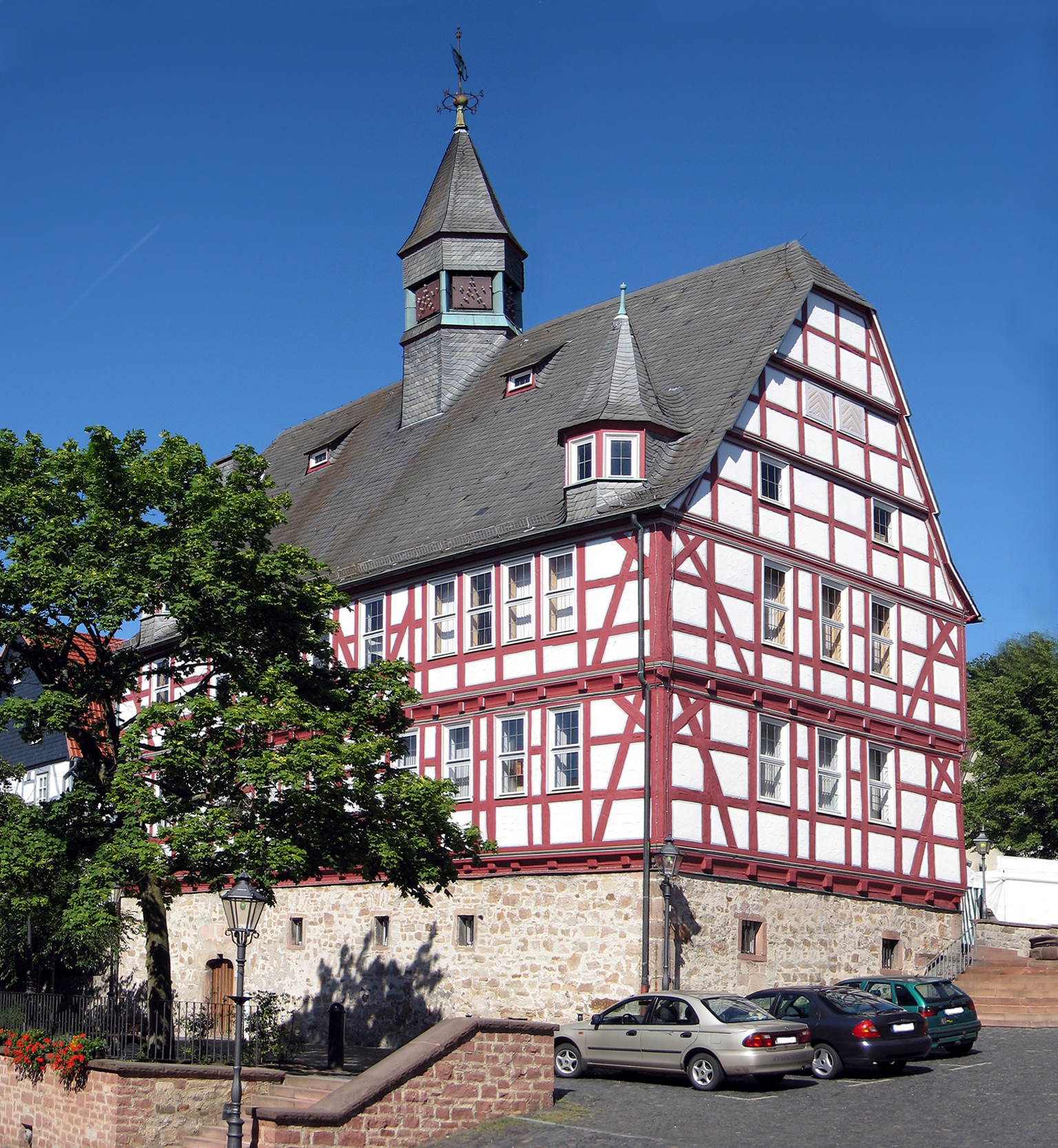
Das 1539 erbaute Rathaus war auch Sitz des Landgerichts

Das Landgericht Homberg an der Ohm war von 1821 bis 1879 ein erstinstanzliches Gericht der ordentlichen Gerichtsbarkeit in der Provinz Oberhessen des Großherzogtums Hessen mit Sitz in Homberg (Ohm).

## Gründung
Ab 1821 trennte das Großherzogtum Hessen auch auf der unteren Ebene die Rechtsprechung von der Verwaltung. 
 Die bisher von den Ämtern wahrgenommenen Aufgaben wurden Landräten (zuständig für die Verwaltung) und Landgerichten (zuständig für die Rechtsprechung) übertragen. Dabei wurde der Bezirk des Landgerichts Homberg an der Ohm aus dem Amt Homberg an der Ohm, Teilen des Amts Romrod und den dem Staat zustehenden Anteilen am Eußergericht gebildet. Letzteres bildete ein Kondominat zwischen dem Großherzogtum und der Familie der Freiherren von Schenck zu Schweinsberg. An der Rechtsprechung waren die Freiherren von Schenck zu Schweinsberg hier fakultativ weiter beteiligt. Zeitgenössisch wird das so beschrieben: „Die streitige Gerichtsbarkeit […] zu Homberg [wird] auf bestimmte Amtstage von dem [staatlichen] Landrichter und dem von Schenkischen Amtsverweser gemeinschaftlich ausgeübt“. Allerdings war vorgesehen, dass bei Nichterscheinen des Schenkischen Amtsverwesers der staatliche Richter auch alleine entscheiden durfte. Die letzten Reste dieser kondominalen Rechtsprechung gingen erst im Zuge der Märzrevolution 1848 unter.
Übergeordnete Instanz für das Landgericht Homberg an der Ohm war das Hofgericht Gießen.

## Bezirk
| Gemeinde        | Herkunft                                                            | Zugang | Abgang | Anmerkung                   |
| --------------- | ------------------------------------------------------------------- | ------ | ------ | --------------------------- |
| Angenrod        | Amt Romrod                                                          | 1821   | 1839   | Landgericht Alsfeld         |
| Appenrod        | Amt Homberg                                                         | 1821   |        |                             |
| Arnshain        | Eußergericht                                                        | 1821   |        |                             |
| Bernsburg       | Eußergericht                                                        | 1821   |        |                             |
| Billertshausen  | Amt Romrod                                                          | 1821   | 1839   | Landgericht Alsfeld         |
| Bleidenrod      | Amt Homberg                                                         | 1821   |        |                             |
| Burg-Gemünden   | Amt Homberg                                                         | 1821   |        |                             |
| Büßfeld         | Amt Homberg                                                         | 1821   |        |                             |
| Dannenrod       | Amt Homberg                                                         | 1821   |        |                             |
| Deckenbach      | Amt Homberg                                                         | 1821   |        |                             |
| Ehringshausen   | Amt Homberg                                                         | 1821   |        |                             |
| Elpenrod        | Amt Homberg                                                         | 1821   |        |                             |
| Erbenhausen     | Eußergericht                                                        | 1821   |        |                             |
| Ermenrod        | Amt Homberg                                                         | 1821   | 1831   | An das Landgericht Grünberg |
| Gleimenhain     | Amt Romrod                                                          | 1821   |        |                             |
| Gontershausen   | Amt Homberg                                                         | 1821   |        |                             |
| Haarhausen      | Amt Homberg                                                         | 1821   |        |                             |
| Hainbach        | Amt Homberg                                                         | 1821   |        |                             |
| Heimertshausen  | Amt Romrod                                                          | 1821   |        |                             |
| Höingen         | Amt Homberg                                                         | 1821   |        |                             |
| Homberg (Ohm)   | Amt Homberg                                                         | 1821   |        |                             |
| Kirtorf         | Amt Romrod                                                          | 1821   |        |                             |
| Lehrbach        | Eußergericht                                                        | 1821   |        |                             |
| Leusel          | Amt Romrod                                                          | 1821   | 1821   | An das Landgericht Alsfeld  |
| Maulbach        | Amt Homberg                                                         | 1821   |        |                             |
| Nieder-Gemünden | Amt Homberg                                                         | 1821   |        |                             |
| Nieder-Ofleiden | Amt Homberg                                                         | 1821   |        |                             |
| Ober-Gleen      | Eußergericht                                                        | 1821   |        |                             |
| Ober-Ofleiden   | Amt Homberg                                                         | 1821   |        |                             |
| Oberndorf       | Amt Homberg                                                         | 1821   |        |                             |
| Otterbach       | Amt Homberg                                                         | 1821   |        |                             |
| Rülfenrod       | Patrimonialgericht Rülfenrod der Freiherren Schenck zu Schweinsberg | 1822   |        |                             |
| Schadenbach     | Amt Homberg                                                         | 1821   |        |                             |
| Wahlen          | Eußergericht                                                        | 1821   |        |                             |
| Zell            | Amt Romrod                                                          | 1821   | 1823   | An das Landgericht Alsfeld  |

## Weitere Entwicklung
Leusel wurde schon 1821 wieder abgetrennt und dem Landgericht Alsfeld zugeteilt.
Als 1822 die Freiherren von Schenck zu Schweinsberg die Patrimonialgerichtsbarkeit in den Orten Herrmanstein, Rülfenrod und Wisselsheim an das Großherzogtum abtraten, wurde Rülfenrod dem Landgericht Homberg zugeteilt.
Zum Jahresanfang 1823 wurde die Gemeinde Zell an das Landgericht Alsfeld abgegeben.
1831 wurde die Gemeinde Ermenrod in den Bezirk des Landgerichts Grünberg übertragen.
1839 wechselten die Orte Angenrod und Billertshausen zum Landgericht Alsfeld.

## Ende
Mit dem Gerichtsverfassungsgesetz von 1877 wurden Organisation und Bezeichnungen der Gerichte reichsweit vereinheitlicht. Zum 1. Oktober 1879 hob das Großherzogtum Hessen deshalb die Landgerichte auf. Funktional ersetzt wurden sie durch Amtsgerichte. So ersetzte nun das Amtsgericht Homberg an der Ohm das Landgericht Homberg an der Ohm. „Landgerichte“ nannten sich nun die den Amtsgerichten direkt übergeordneten Obergerichte. Das Amtsgericht Homberg an der Ohm wurde dem Bezirk des Landgerichts Gießen zugeordnet.

## Gerichtsgebäude
Das Landgericht Homberg an der Ohm hatte seine Diensträume im Rathaus Homberg (Ohm).

## Richter
Folgende Richter wirkten am Gericht:
- Landrichter Ludwig Bötticher (1821–1824), später Landrat im Landratsbezirk Kirtorf
- Landrichter Georg Ludwig Klingelhöfer (1824–1864)
- Landrichter Ludwig Eckstorm (1865–1870)
- Landrichter Josef Weyer (1870–1873)
- Landrichter Wilhelm Eigenbrodt (1874–1879)